# Nan Green
Nan Green (Beeston, Nottingham, 19 de noviembre de 1904 - 6 de abril de 1984) fue una comunista británica que, en octubre de 1936, se presentó como voluntaria para unirse al bando republicano en la Guerra Civil Española. Trabajó en varios hospitales como administradora sanitaria y recopiladora de estadísticas durante la guerra y, posteriormente, continuó apoyando a los veteranos de las Brigadas Internacionales.

## Guerra Civil Española
Nacida como Nancy Farrow, se casó con George Green, un músico, el 9 de noviembre de 1929. Se unió al Partido Laborista Independiente (ILP) en 1929, pero pasó al Partido Comunista de Gran Bretaña (CPGB, en sus siglas en inglés) antes del comienzo de la Guerra Civil Española. Le pidieron que se trasladara a España, donde su esposo ya era voluntario, en octubre de 1936. Sus dos hijos se quedaron en Gran Bretaña, donde un compañero voluntario pagó sus plazas escolares en Summerhill. Fue destinada al 'Hospital Inglés' de Huete y, posteriormente, a otros hospitales de Valdeganga, Uclés y la cueva hospital de Santa Llúcia en el Ebro. Como administradora y secretaria del doctor Len Crome, realizó una valiosa labor organizativa, especialmente en estadísticas médicas. Sus experiencias, incluida su crítica directa a las condiciones y la comida, así como el hecho de haber sido donante de sangre en los primeros tiempos de las transfusiones, se describen en unas memorias publicadas en 2004. Su compromiso continuó después de la muerte de George en septiembre de 1938. Tras el final de la guerra, acompañó a los republicanos españoles que escapaban en barco de Francia a México y se convirtió en una figura destacada en el Comité Nacional Conjunto para el Socorro Español y la Asociación de Brigadas Internacionales. Durante y después de la Segunda Guerra Mundial participó activamente en causas humanitarias y de la izquierda, entre ellas el Movimiento por la Paz Mundial. Se las arregló para visitar y escribir sobre la prisión de mujeres en Madrid, y sobrevivió para ver la muerte de Franco y el fin de la dictadura en España.